# David Soren
David Soren (Toronto, Canadá, 19 de abril de 1973) é um diretor de cinema, roteirista, dublador e artista de storyboard canadense, que trabalhou na DreamWorks Animation. Seu trabalho mais notável são os especiais de TV baseados na franquia de filmes de Madagascar: Feliz Natal Madagascar e Madly Madagascar. Ele dirigiu o longa-metragem de animação Turbo (2013), que é baseado em seu próprio conceito original, bem como, As Aventuras do Capitão Cueca - O Filme (2017) baseado na série de livros de Dav Pilkey, As Aventuras do Capitão Cueca.

## Início da vida e carreira
Soren nasceu em Toronto, Canadá, foi criado em Hamilton, e se formou no Sheridan College. Seu projeto final de estudante, um curta-metragem de animação, Mr. Lucky, recebeu muitos elogios e foi aceito na competição para o Oscar de 1997. Antes de ingressar na DreamWorks Animation, ele trabalhou na Nelvana, com sede em Toronto, como animador e artista de storyboard.
Na DreamWorks, ele trabalhou como artista de storyboard em A Fuga das Galinhas (2000), Shrek (2001) e Os Sem-Floresta (2006), e como chefe de história em O Espanta-Tubarões (2004). Em 2009, ele dirigiu e escreveu seu primeiro filme, um especial de Natal para a TV, Feliz Natal Madagascar, seguido por um especial do Dia dos Namorados de 2013, Madly Madagascar, também escrito e dirigido por Soren.
Soren fez sua estreia na direção de longas em 2013, dirigindo Turbo. Recebeu críticas mistas a positivas, que lhe valeram um prêmio Annie de Direção em uma produção de longa-metragem. Ele também foi o consultor criativo em sua série de televisão, Turbo Fast.
Ele deu voz ao bebê Jimbo, de estatura muscular, em O Poderoso Chefinho (2017) e dirigiu seu segundo longa-metragem As Aventuras do Capitão Cueca - O Filme (2017) e dublou Tommy, baseado nos quadrinhos de Dav Pilkey, Captain Underpants, que o filme e os livros mais tarde seriam adaptados em uma série de televisão da Netflix intitulada As Épicas Aventuras do Capitão Cueca. No entanto, Soren não estava envolvido com o show. Ele reprisou seu papel como Jimbo na sequência de O Poderoso Chefinho, O Poderoso Chefinho 2 - Negócios da Família (2021).
Soren deve dirigir um filme para a Paramount Animation intitulado Under the Boardwalk. O lançamento do filme está previsto para 22 de julho de 2022 nos Estados Unidos.

## Filmografia

### Filmes
| Ano  | Título                                      | Função | Notas                                          |
| ---- | ------------------------------------------- | --- | ---------------------------------------------- |
| 2000 | O Caminho para El Dorado                    | | Artista de storyboard                          |
| 2000 | A Fuga das Galinhas                         | | Artista de storyboard adicional                |
| 2001 | Shrek                                       | | Artista de storyboard                          |
| 2004 | O Espanta-Tubarões                          | Camarão / Minhoca / Estrela do Mar #1 / Baleia Assassina #2                                               | Chefe de história / ator                       |
| 2006 | Os Sem-Floresta                             | | Artista de storyboard                          |
| 2008 | Madagascar 2: A Grande Escapada             | Lêmure | Ator                                           |
| 2010 | Como Treinar o Seu Dragão                   | | Agradecimentos especiais                       |
| 2013 | Turbo                                       | Worker Snail # 1, Can't Tuck Snail, Gagné Crew Chief, Indy Network Executive, Newspaper Boy, Autotune Kid | Diretor / escritor / ator                      |
| 2017 | O Poderoso Chefinho                         | Jimbo | Ator / Agradecimentos especiais                |
| 2017 | As Aventuras do Capitão Cueca - O Filme     | Tommy | Diretor / material adicional do roteiro / ator |
| 2019 | Como Treinar o Seu Dragão 3                 | | Agradecimentos especiais                       |
| 2021 | O Poderoso Chefinho 2 - Negócios da Família | Jimbo | Ator                                           |
| 2022 | Under the Boardwalk                         | |                                                |

### Televisão
| Ano       | Título                 | Função                               | Notas              |
| --------- | ---------------------- | ------------------------------------ | ------------------ |
| 2009      | Feliz Natal Madagascar | Lêmure de vigia / lêmures adicionais | Diretor / escritor |
| 2010      | Neighbors from Hell    | Josh Hellman                         | Ator               |
| 2013      | Madly Madagascar       |                                      | Diretor / escritor |
| 2013-2016 | Turbo Fast             |                                      | Consultor criativo |

## Ligações-externas
- David Soren. no IMDb.
- David Soren no AdoroCinema
- David Soren no X